# 黃巘
黃瓛（1463年—？），字朝用，浙江紹興府餘姚縣人，軍籍，明朝政治人物。

## 生平
弘治二年（1489年）己酉科浙江鄉試第四名舉人。弘治九年（1496年）中式丙辰科會試第二百五十八名，三甲第七十三名進士。

## 家族
曾祖黃允讓；祖父黃慎；父黃瑩，母胡氏。严侍下。弟珩、璋、璧。